# Uppsala General Catalogue
Der Uppsala General Catalogue (UGC) ist ein auf der Basis des Palomar Observatory Sky Survey erstellter Katalog von 12921 Galaxien, die von der nördlichen Erdhalbkugel aus sichtbar sind. Die Objekte sind nach Rektaszension geordnet und mit einer fortlaufenden Nummer bezeichnet. Der Katalog wurde von Peter Nilson an der Sternwarte von Uppsala erstellt und 1973 veröffentlicht.
Der UGC umfasst den gesamten Himmelsbereich nördlich der Deklination −2,5°. Sein Ziel ist Vollständigkeit für Galaxien mit einem Durchmesser von mindestens einer Bogenminute auf den Blauabzügen des Palomar Observatory Sky Survey, außerdem enthält er kleinere Galaxien aus dem Catalogue of Galaxies and of Clusters of Galaxies von Fritz Zwicky, solange sie heller als 14,5-te Größenklasse sind.
Der Katalog enthält Durchmesser, Orientierung, Helligkeit und Beschreibung der Galaxien sowie ihre Himmelskoordinaten mit einer Genauigkeit, die zur Identifizierung ausreicht. Verweise auf die Bezeichnung in einigen anderen Galaxienkatalogen und die Rotverschiebung sind, soweit vorhanden, beigefügt.